# Stretto di Alor
Lo stretto di Alor (indonesiano: Selat Alor) è un braccio di mare che separa l'arcipelago Solor dall'arcipelago Alor, nelle piccole isole della Sonda, in Indonesia. Più precisamente lo stretto si trova fra l'isola di Lomblen e quella di Pantar e fa parte della provincia di Nusa Tenggara Orientale. Lo stretto mette in contatto la parte sud-occidentale del mar di Banda, a nord, con la parte settentrionale del mar di Savu, a sud.